# Bataille d'In Khalil
Guerre du Mali
Batailles
La bataille d'In Khalil se déroule le 23 février 2013, pendant la guerre du Mali. La ville, tenue par le MNLA, est attaquée par le MAA. L'offensive est cependant repoussée, en partie par l'intervention de l'aviation française qui bombarde les assaillants.

## Déroulement

### Forces en présence
L'affrontement s'engage le lendemain de l'attentat d'In Khalil, revendiqué par le MUJAO, dans lequel trois combattants touaregs et les deux kamikazes ont trouvé la mort. Les positions du MNLA sont alors attaquées par un groupe armé à In Khalil. Selon Mohamed Ibrahim Ag Assaleh, responsable du MNLA, il s'agit d'islamistes commandés par Omar Ould Hamaha. Mais dans son premier communiqué officiel, publié par Moussa Ag Attaher, le MNLA affirme avoir pris l'initiative de l'offensive contre le MUJAO.
Cependant l'attaque est revendiquée par le Mouvement arabe de l'Azawad selon un de ses représentants, Boubacar Ould Taleb, présent à In Khalil,.
Le lendemain du combat, le MNLA affirme avoir combattu une alliance du MUJAO, du MAA, et d'Ansar Al-Charia, une dissidence du MUJAO. Selon le porte-parole Ibrahim ag Mohamed Assaleh : « Le Mouvement arabe de l’Azawad a existé un moment puis a disparu. Sur la liste des officiers qui dirigent l’attaque, le premier est Oumar Ould Hamaha, le numéro deux du Mujao, le second Hussein Ghoulam, est chef d’état-major. À la dernière minute, l’armée française est intervenue. »

### Exactions
Le MAA affirme avoir attaqué la ville d'In Khalil en représailles à des exactions commises par le MNLA contre des civils arabes. Il accuse les combattants touaregs d'avoir saisi tous les véhicules appartenant des Arabes, d'avoir vidé les commerces et violé des femmes. Le MAA affirme avoir tenté de négocier avec le MNLA mais sans succès, il se dit également prêt à « collaborer avec la France contre le terrorisme, le narco-trafic ainsi que le crime organisé. » Dans son côté, le MNLA réaffirme être un mouvement non-ethnique et qualifie les accusations du MAA de « mensonges », il accuse à son tour le MAA d'avoir collaboré avec le MUJAO.
Selon la presse malienne, les exactions évoquées par le MAA ont eu lieu à In Khalil, au cours d'une manifestation du MNLA visant à réclamer l'autonomie. Des commerçants arabes ayant refusé de se joindre à la marche auraient alors été agressés par les rebelles et leurs boutiques pillées. Des combattants du MNLA se seraient ensuite portés à un campement où trois femmes auraient été victimes de viols collectifs.
La situation se serait ensuite tendue au sein des hommes du MNLA, lorsque le secrétaire général du mouvement, Bilal Ag Acherif, aurait donné l'ordre aux pillards de restituer les biens volés. Ces dissensions seraient aggravées par la division des tribus touarègues, entre d'un côté les Chamanamas et les Ifoghas, la tribu de Bilal Ag Acherif, et de l'autre les Idnanes, maîtres des environs de Tessalit et In Khalil.
En mars 2013, une commission de notables arabes publie un communiqué dans lequel elle déclare que : « Des Idnanes agissant au nom du Mouvement National de libération de l’Azawad (MNLA) se sont rendus responsables à El Khalil d’extorsions de fonds, braquages, tortures, assassinats, viols, enlèvements et livraison d’Arabes aux forces françaises sous des prétextes fallacieux [...]. 100 voitures 4×4, 70 camions, des stocks de marchandises, de vivres, de carburants, et des troupeaux de camélidés et de ruminants ont disparu, occasionnant des pertes estimées par la commission d’enquête à 197 milliards 622 millions de centimes algériens. »

### Combat du 23 février
À In Khalil, le 23 février, les assaillants passent à l'action à 4 heures du matin. Ils disposent de plusieurs dizaines de véhicules, peut-être une trentaine et attaquent par le côté nord-est et le côté nord-ouest de ville selon le MNLA. Dans l'après-midi, le MAA affirme avoir pris le contrôle du village. Mais le MNLA revendique également la victoire, son porte-parole affirme que « Nos forces ont repoussé les jihadistes à 10 km plus loin au nord-ouest d’In Khalil. » Les combats baissent en intensité et cessent en fin d'après-midi,.
Mais l'aviation française intervient dans l'après-midi et selon RFI effectue un unique tir sur une colonne de véhicules. Selon des sources sécuritaires régionales maliennes, la frappe française ne détruit qu'un pick-up vide au nord de In Khalil. Le lendemain du combat le MAA dénonce l'intervention de l'aviation française et confirme la destruction d'un de ses véhicules à 9 kilomètres de la frontière algérienne. Cependant un mois après l'affrontement, Salem Béghi, un officier du MAA, déclare que la France a effectué plusieurs bombardements qui ont détruit sept véhicules et tué cinq hommes à In Khalil.
À la fin de la journée les deux camps revendiquent la victoire et affirment tenir In Khalil. Un convoi de véhicules non identifié se replie vers l'Algérie. Finalement, le 4 mars, le MAA reconnaît ne pas contrôler In Khalil. Selon ses déclarations, les forces françaises avaient repris la ville après les frappes aériennes. Les rebelles arabes dénoncent alors une alliance entre les Français et les touaregs du MNLA.
Interviewé un mois après le combat, l'officier du MAA Salem Béghi déclare : « Nous avons réussi, après de violents combats, à chasser le MNLA de cette localité. Mais, le Mouvement national de libération de l'Azawad a induit en erreur l'armée française engagée dans l'offensive militaire au nord du Mali, en lui faisant croire que nous sommes un groupe terroriste. C'est ainsi que nous avons été bombardés par l'armée française et contraints, donc, de quitter les lieux. Avant l'intervention de l'armée française en faveur du MNLA, il y a eu des dizaines de morts entre nous et le Mouvement national de libération de l'Azawad, dans les combats pour l'occupation d'El Khalil. »

### Frappes aériennes du 24 février
Le lendemain, In Farah, la base principale du MAA, située à 8 kilomètres d'In Khalil, est bombardée par l'aviation française. Boubacar Ould Taleb dénonce cette intervention : « Pourquoi les Français nous bombardent ? Pourquoi prennent-ils parti pour le MNLA ? » Il affirme que 4 combattants sont blessés et que cinq véhicules ont été détruits,.

## Les pertes
Dans l'après-midi du 23 février, Mohamed Ibrahim Ag Assaleh, du MNLA, déclare à l'AFP : « Au lieu où ils étaient stationnés, nos forces ont trouvé trois corps de jihadistes et un véhicule incendié. (...) De notre côté, Dieu merci, il n’y a pas eu de victimes. » Outre les tués, il affirme également que les touaregs ont fait 9 prisonniers, dont 6 se réclament du MUJAO et 3 d'Ansar Al-Charia.
Dans son communiqué officiel, publié le 24 février par Mossa Ag Attaher, le MNLA déclare que les pertes de ses adversaires sont de 5 morts et 9 prisonniers, tous du MUJAO.
À la suite du refus de l'Algérie de les accueillir, deux blessés, après avoir reçu des soins primaires à Néma en Mauritanie, sont envoyés le 2 mars au centre hospitalier de Nouakchott.
Selon l'officier du MAA Salem Béghi, « le mouvement arabe de l'Azawad a perdu cinq de ses éléments dans ces bombardements, et un autre blessé. Nous avons également perdu 7 véhicules. »

## Découverte de manuscrits de Tombouctou
Le 11 mars, dans un communiqué du MNLA, le porte-parole Mossa Ag Attaher affirme que pendant les combats du 23 février à In Khalil, les hommes du MNLA ont saisi un véhicule du MUJAO ou d'Ansar Al-Charia contenant trois cantines pleines de manuscrits provenant de l'Institut des hautes études et de recherches islamiques Ahmed Baba de Tombouctou. Le MNLA fait savoir qu'il est prêt à restituer les manuscrits à l'institut. Cependant selon les déclarations d'un responsable de la communauté arabe d'In Khalil, ces manuscrits avaient été rapportés de Tombouctou par des familles arabes afin de les soustraire aux jihadistes, ces familles avaient ensuite pris la fuite pendant les combats d'In Khalil entre le MNLA et le MAA. 4 203 manuscrits ont disparu lors de l'occupation de Tombouctou par les jihadistes, certains ont été détruits mais plusieurs centaines d'autres ont été dérobés pour être revendus au marché noir.